# Філатов Дмитро Іванович
Дмитро Іванович Філатов (рос. Дмитрий Иванович Филатов; 6 жовтня 1982, м. Москва, Росія) — російський хокеїст, захисник. Виступає за «Титан» (Клин) у Вищій хокейній лізі. 
Вихованець хокейної школи ЦСКА (Москва). Виступав за ЦСКА (Москва), «Хімволокно» (Могильов), «Кристал» (Саратов), ХК «Дмитров», «Єрмак» (Ангарськ), «Нафтовик» (Альметьєвськ), «Сариарка» (Караганда), «Капітан» (Ступіно).